# Callimetopus ornatus
Callimetopus ornatus là một loài bọ cánh cứng trong họ Cerambycidae.